# Государственная энергетическая корпорация Греции
Госуда́рственная энергети́ческая корпора́ция Гре́ции (греч. Δημόσια Επιχείρηση Ηλεκτρισμού Α.Ε., ΔΕΗ, англ. Public Power Corporation S.A., PPC, ATHEX: PPC) — контролируемая греческим государством компания, производящая и распределяющая электроэнергию в Греции. Она является одной из крупнейших компаний в Греции, и в ней занято большое количество работников и, таким образом, она оказывает широкую поддержку греческой экономике.
Компания основана в августе 1950 года. Штаб-квартира находится в Афинах. Председатель и CEO с апреля 2015 года является Эмануил Панайотакис (Εμμανουήλ Παναγιωτάκης). В компании работает 17 519 сотрудников (2018).
Компании принадлежит контрольный пакет (51,1 %) национального оператора системы передачи электроэнергии, холдинга Admie Holdings (IPTO) SA, основанного в 2017 году.

## Акционеры
Акционерами компании являются правительство Греции (34,1 %), государственный фонд Hellenic Republic Asset Development Fund (17 %), британская компания Silchester International Investors (11 %). 48,9 % акций находится в свободном обращении на фондовом рынке.